# 도전 100만달러 초능력자를 찾아라
도전 100만달러 초능력자를 찾아라는 SBS의 예능프로그램이다.

## 출연자
- 제임스 랜디
- 송지헌
- 김창기